# Chasmistes cujus
Espèce
Statut de conservation UICN

 EN B1ac(ii,iv)+2ac(ii,iv) : En danger
Statut CITES
Chasmistes cujus est une espèce de poisson endémique du Pyramid Lake (Nevada). Il se nourrit surtout de zooplancton.